# Eggggg: The Platform Puker
Eggggg: The Platform Puker est un jeu vidéo de plates-formes développé et édité par Hyper Games, sorti en 2016 sur Windows, iOS et Android.

## Système de jeu
Le héros du jeu, Gilbert, vomit en permanence. Cette particularité est utilisée pour résoudre des énigmes qui parsèment les niveaux.

## Accueil
- Canard PC : 9/10[1]
- TouchArcade : 5/5[2]